# Rutherford B. Hayes
Rutherford Birchard Hayes (pronunciación en inglés: /ˈrʌðərfərd ˈbɜːrtʃɑːrd heɪz/; Delaware, Ohio, Estados Unidos; 4 de octubre de 1822-Fremont, Ohio, Estados Unidos; 17 de enero de 1893) fue un político estadounidense, abogado, líder militar y el 19.º presidente de los Estados Unidos entre 1877 y 1881. Como presidente, supervisó la era de la Reconstrucción de los Estados Unidos y restauró la confianza en el gobierno. Fue un reformista que llevó a cabo la reforma de la función pública y trató de reconciliar las divisiones heredadas de la guerra civil estadounidense y la Reconstrucción.
Nativo de Ohio, Hayes ejerció la abogacía. Se convirtió en abogado en la ciudad de Cincinnati desde 1858 hasta 1861. Cuando la Guerra Civil comenzó, Hayes dejó una exitosa carrera política para unirse al Ejército de la Unión como oficial. Herido cinco veces, más gravemente en la batalla de la Montaña del Sur, se ganó una buena reputación por su valentía en combate y fue ascendido al rango de mayor general. Tras la guerra, sirvió en el Congreso entre 1865 y 1867 por el Partido Republicano. Hayes abandonó el congreso para ejercer el cargo de Gobernador de Ohio; fue elegido dos veces, sirviendo desde 1868 hasta 1872, y una vez más en los años 1876-77. En 1872, Hayes miró el teléfono de Alexander Graham Bell y le dijo que era un gran invento, aunque se preguntó quién querría usarlo.
No se presentó de nuevo a las elecciones presidenciales de 1880, manteniendo su promesa de que no se presentaría a un segundo mandato. Hayes murió de complicaciones de un ataque cardíaco en Fremont, Ohio en 1893.

## Carrera política temprana

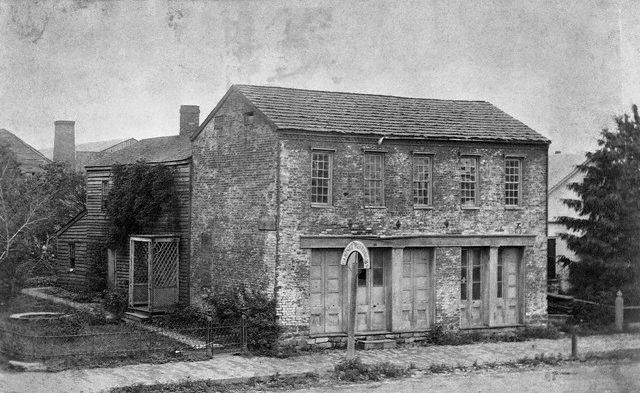
La casa de Delaware en la que Hayes pasó su infancia.

Hayes nació en Delaware, Ohio, el 4 de octubre de 1822. Sus padres fueron Rutherford Hayes (4 de enero de 1787 Brattleboro, Vermont-20 de julio de 1822 Delaware, Ohio) y Sophia Birchard (15 de abril de 1792 Wilmington, Vermont-30 de octubre de 1866 Columbus, Ohio) y fue el menor de cuatro hijos, sin embargo dos de ellos, Lorenzo Hayes (1815-1825) y Sarah Sophia Hayes (1817-1821) murieron en la infancia. El padre de Hayes murió antes de que Hayes naciera y un tío, Sardis Birchard, vivió con la familia e hizo de guardián de Hayes. Hayes asistió a la escuela pública y la Academia Metodista de Norwalk. Se graduó en el Kenyon College en Gambier en agosto de 1842 y de Harvard Law School en enero de 1845. Fue admitido en la asociación de abogados el 10 de mayo de 1845, y comenzó la práctica en Lower Sandusky (ahora Fremont). Se trasladó a Cincinnati, Ohio en 1849 y reanudó la práctica de la ley.
Estaba muy unido a su hermana Fanny Arabella Hayes (1820-1856) como se puede var en esta entrada de su diario: 
July, 1856. —My dear only sister, my beloved Fanny, is dead! The dearest friend of childhood, the affectionate adviser, the confidante of all my life, the one I loved best, is gone; alas! never again to be seen on earth.
Rutherford Hayes se casó con Lucy Ware Webb, a la que había conocido en la Universidad Wesleyana de Ohio, el 30 de diciembre de 1852, en casa de la madre de Lucy. Su paso por la universidad la convirtió andado el tiempo en la primera primera dama con estudios superiores. Mujer de firmes ideas políticas, parece que su abolicionismo influyó en la decisión de su marido de abandonar el Partido Whig por el nuevo Partido Republicano. Posteriormente, algunas medidas contra la venta de alcohol tomadas durante la presidencia de Hayes también parecen haber sido influidas por su esposa, quien también era una radical activista contra el alcohol. Esto le valió el sobrenombre de "Lucy Limonada".

## Servicio en la guerra civil estadounidense

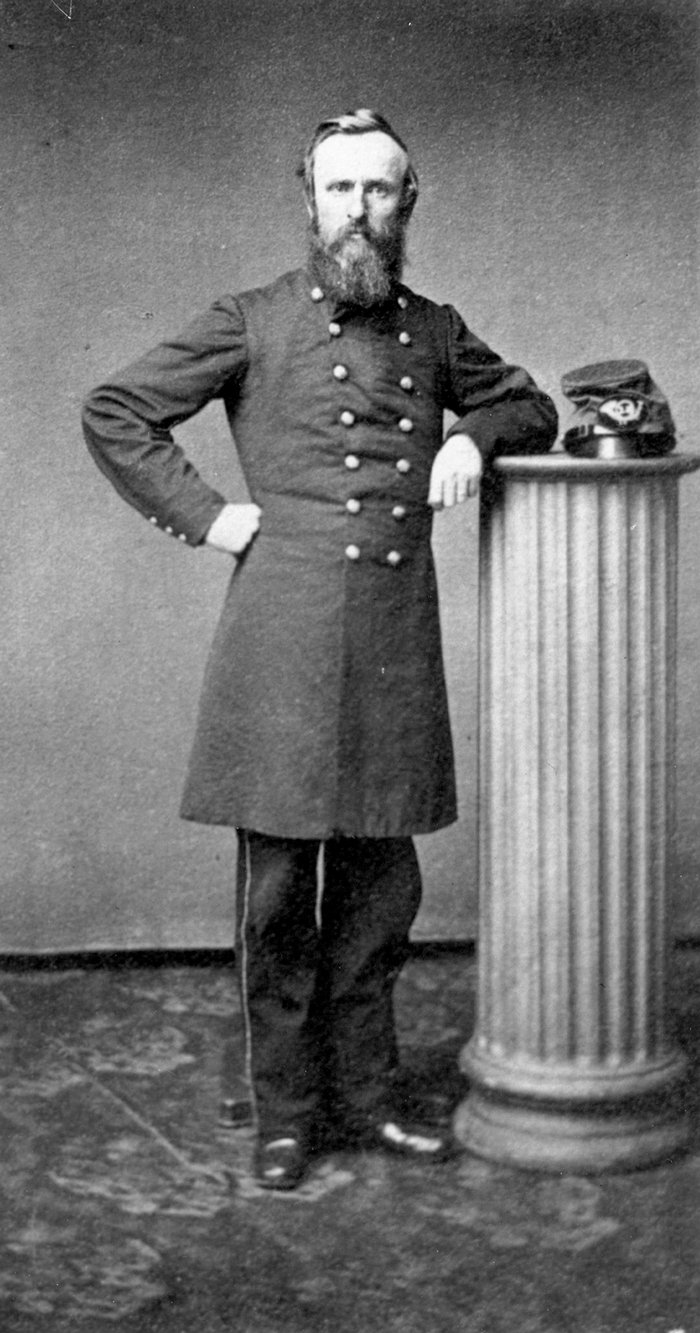
Hayes con su uniforme de la Guerra Civil en 1861.

A pesar de tener cerca de 40 años cuando estalló la guerra civil estadounidense, Hayes se unió como voluntario durante tres años y fue comisionado como mayor del vigésimo tercero regimiento de infantería voluntario de Ohio el 27 de junio de 1861 a pesar de no tener experiencia militar previa. Ascendió a teniente coronel el 24 de octubre de 1861, Hayes fue gravemente herido en la batalla de South Mountain mientras comandaba el vigésimo tercer regimiento en Fox Gap  cuando una bala de mosquete le hirió en el brazo izquierdo por encima del codo. La bala le fracturó el hueso pero no lo astilló, lo que hubiera precisado una amputación del miembro. Ascendió a coronel el 24 de octubre de 1862, y tuvo a su mando a una brigada en la batalla de Cloyd's Mountain. Posteriormente ascendió a general de brigada de los voluntarios el 9 de octubre de 1864, durante la campaña del valle de Shenandoah. Recibió un Brevet a mayor general de los voluntarios el 3 de marzo de 1865.

## Servicio en política
Mientras que estaba en Shenandoah en 1864, Hayes recibió la nominación republicana para el congreso desde Cincinnati. Hayes fue elegido y sirvió en el trigésimo noveno y cuadragésimo congresos desde el 4 de marzo de 1865 al 20 de julio de 1867, cuando renunció, habiendo sido nominado para Gobernador de Ohio. Fue gobernador de 1868 a 1872, y un candidato sin éxito en la elección del cuadrigésimo tercero congreso. Fue elegido nuevamente gobernador y sirvió desde enero de 1876 al 2 de marzo de 1877.

## Elección de 1876

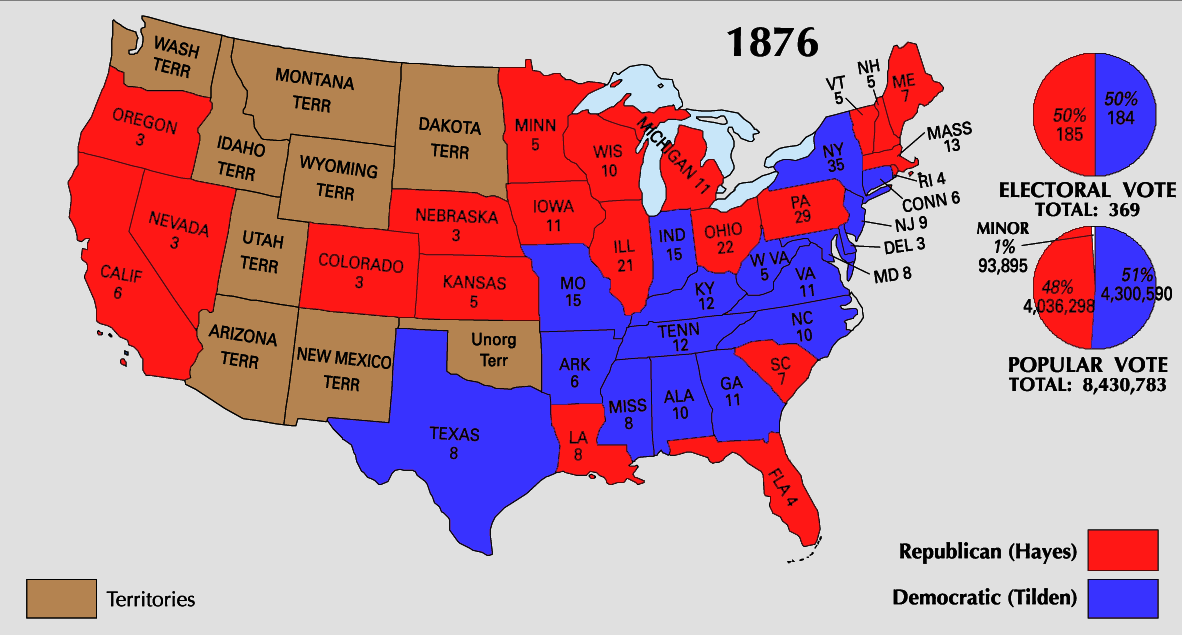
Votos electorales presidenciales por estado

Hayes fue elegido presidente tras los años tumultuosos y llenos de escándalos de la administración de Ulysses S. Grant. Tuvo una reputación de honestidad que venía de sus años en la Guerra Civil. Como gobernador de Ohio, su escrupulosidad a veces consternaba incluso a sus aliados políticos, y le pusieron el sobrenombre de "Old Granny". Hayes fue bastante famoso por su capacidad de no ofender a nadie. No obstante, su oponente en la elección presidencial, el demócrata Samuel J. Tilden, era el favorito para ganar la elección presidencial y, de hecho, ganó el voto popular por unos 250.000 votos (con unos 8,5 millones de votantes en total).
Los votos de los colegios electorales de cuatro estados fueron impugnados por los republicanos: los cuatro votos de Florida, los siete de Carolina del Sur y los ocho de Luisiana más uno de los tres votos electorales de Oregón. Para ganar, los candidatos tenían que reunir 185 votos electorales: Tilden se quedó corto por solo uno, con 184 votos, Hayes obtuvo 165, veinte votos menos de los necesarios. Los votos de los cuatro estados impugnados por su partido sumaban precisamente 20 votos. Para empeorar las cosas, tres de estos estados (Florida, Luisiana, y Carolina del Sur) estaban en el Sur, todavía bajo ocupación militar tras la guerra. Por lo tanto, tres de esos cuatro estados se hallaban bajo control militar y administrativo republicano.
El recuento posterior favoreció a Hayes en Carolina del Sur, pero en Florida y Luisiana no hubo resultados oficiales. A nadie se le escapaba que si el recuento de estos dos estados se realizaba en el Senado, la mayoría republicana daría la victoria a Hayes. Si se realizaba en la Cámara de Representantes, en cambio, ganaría Tilden. Para añadir más confusión, el colegio electoral de Oregón envió dos recuentos al Congreso, uno demócrata y otro republicano.
Para decidir definitivamente los resultados de la elección, las dos cámaras del Congreso establecieron una comisión electoral para dilucidar el vencedor real. La comisión estaba constituida por 15 miembros de ambos partidos: cinco de la Cámara de Representantes (tres demócratas y dos republicanos), cinco del Senado (tres republicanos y dos demócratas) y cinco del Tribunal Supremo: dos jueces propuestos por los demócratas y otros dos por los republicanos y un voto "bisagra" de Joseph P. Bradley, un quinto juez también del Tribunal Supremo. Bradley, sin embargo, parece que actuó como un republicano de corazón (había sido nombrado para el cargo por el presidente Grant) y de esta manera la decisión siguió las líneas de los partidos: con ocho votos contra siete la Comisión otorgó la victoria en esos cuatro estados al republicano Hayes. El resultado final fue de 185 votos electorales para Hayes y 184 para Tilden. 
La decisión causó un gran escándalo en la sociedad estadounidense, en una época en la que se percibía que la vida política nacional estaba ahogada en la corrupción. La convicción de que el resultado de las elecciones se había decidido a puerta cerrada por las cúpulas de los dos grandes partidos debilitó considerablemente la confianza de los estadounidenses en su clase política. De esta manera inició su presidencia Hayes, a quien enseguida se le llamó «Su excelentísima fraudulencia» o «Rutherfraud Hayes».

## Presidencia (1877-1881)

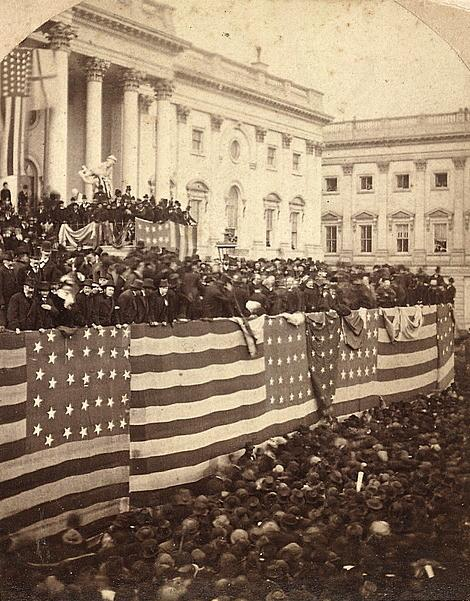
El presidente de la Corte Suprema Morrison R. Waite toma juramento al ya presidente Hayes el 5 de marzo de 1877.

Como el 4 de marzo de 1877 era un domingo, Hayes hizo el juramento de toma de posesión del cargo en la Habitación Roja de la Casa Blanca el 3 de marzo. Realizó el juramento de toma de posesión del cargo de nuevo públicamente el 5 de marzo en el pórtico este del Capitolio de Estados Unidos, y sirvió hasta el 3 de marzo de 1881.

### Política interior

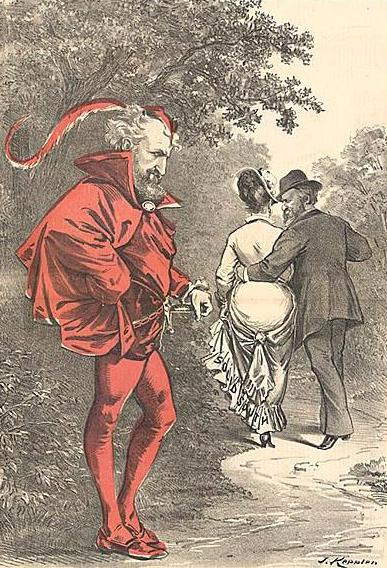
Viñeta satírica por Joseph Keppler que representa a Roscoe Conkling caracterizado de Mefistófeles, mientras Rutherford B. Hayes pasea agarrado al "sólido sur" encarnado en una mujer. El encabezado cita a Goethe: "Ese poder a que pertenece, que sólo hace lo correcto mientras siempre está dispuesto al mal."

En los asuntos de interior, aparte de la reconciliación con el Sur, su administración fue sobresaliente por dos logros, ambos mostrando la evidencia de un decidido presidente en resolver sus relaciones con el congreso: reanudación de monedas (principalmente oro) apoyando el papel moneda y bonos que financiaron la guerra, y el comienzo de la reforma del servicio civil. El primer paso de Hayes en la reforma del servicio civil fue la publicación de una orden ejecutiva en junio de 1877 prohibiendo a los funcionarios federales civiles tomar parte activa en la política.

#### Compromiso de 1877
El legado del presidente Hayes se limitó, en buena medida, a clausurar el proyecto de la Reconstrucción, con la retirada de las últimas tropas federales de Florida, Luisiana y Carolina del Sur, precisamente los tres estados en los que los republicanos habían podido impugnar los resultados tan irregularmente. Este repliegue federal permitió que los estados sureños institucionalizaran en los años siguientes la Segregación racial de los negros y la supremacía de la población blanca que perdurarían hasta la década de 1960. Las promesas de emancipación completa e igualdad real de los negros liberados por Lincoln, que habían sido un compromiso del Partido Republicano hasta entonces, quedaban archivadas para siempre. La decisión de Hayes de acabar con la Reconstrucción respondió al llamado Compromiso de 1877, por el que el nuevo presidente accedía a "hacer las paces con el sur", lo que se tradujo en dejar hacer a los antiguos estados confederados además de readmitirlos en la Unión, a cambio de que se consumara el fraude electoral que lo había llevado a la Casa Blanca. La deuda contraída por los republicanos con quienes les habían permitido hacerse con la presidencia en condiciones tan irregulares, y el deseo de reconciliación nacional, de pasar página a la Guerra Civil admitiendo a los últimos estados que seguían fuera de la Unión, pesaron más que los derechos de la población negra liberada de la esclavitud. La Guerra Civil quedaba definitivamente atrás, pero a cambio, el partido de Lincoln acababa de blindar el poder de los supremacistas blancos.

#### Lucha contra elspoil system
Hayes se propuso restablecer el prestigio de la institución, tan dañado durante los mandatos de sus dos predecesores inmediatos. Con ese fin formó un gabinete de republicanos moderados, ajenos a la corriente más radical del partido, la que había intentado someter al presidente Johnson al impeachment y se había opuesto tenazmente a todo arreglo o compromiso con el sur derrotado en la guerra. 
Hayes se fijó como objetivo principal de su presidencia combatir el clientelismo mediante medidas como la prohibición a los congresistas de hacer política local o su lucha contra el spoil system, el reparto de cargos públicos por parte de una administración entrante. Este último empeño se concretó en la Reforma del Servicio Civil de 1877, que buscaba situar al mérito como único criterio de acceso a un puesto público. La Reforma no salió adelante porque el Congreso la rechazó.

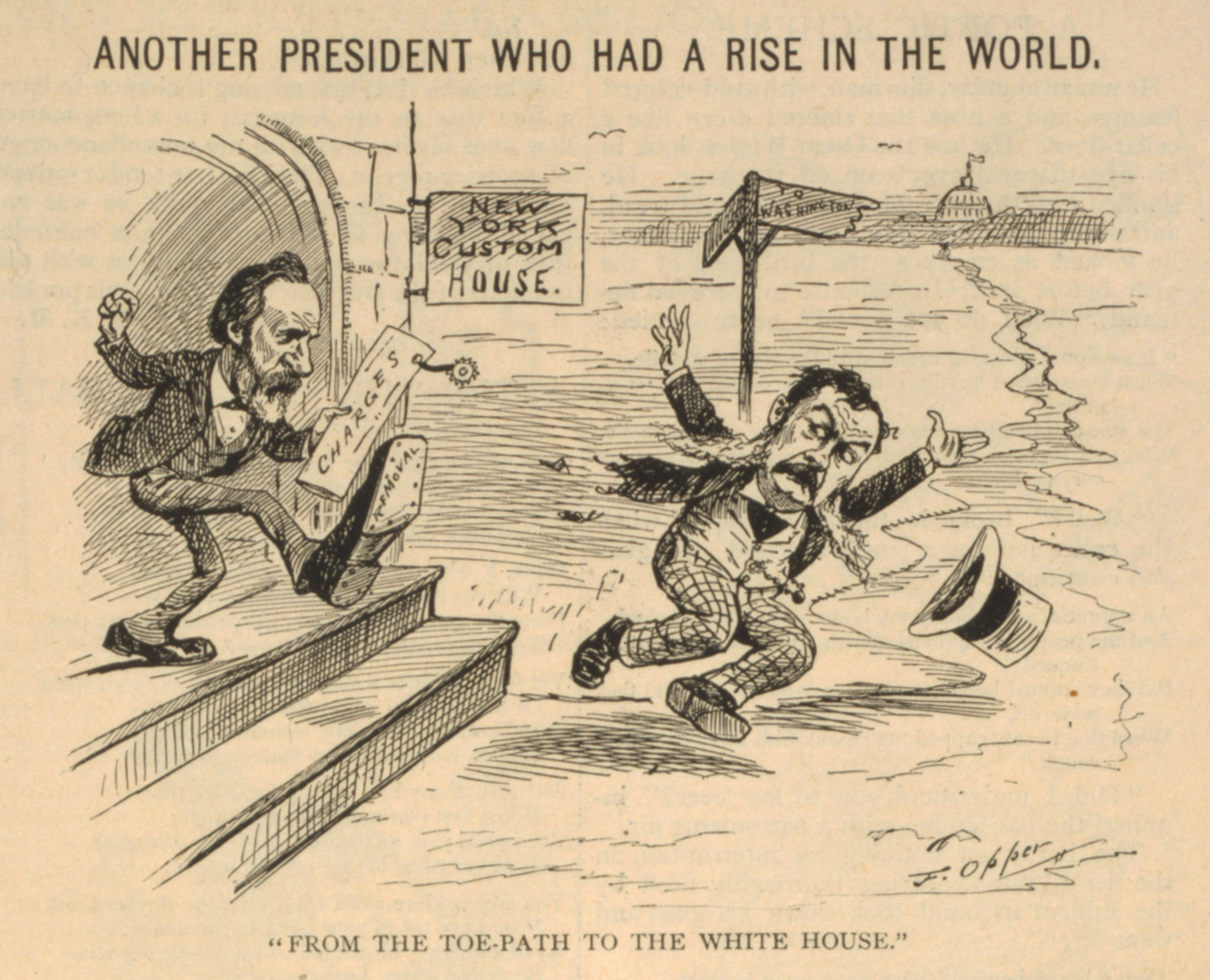
Caricatura de Hayes expulsando a Chester A. Arthur del cargo de recaudador de la Aduana de Nueva York (1878).

Este combate contra el clientelismo político dividió al propio Partido Republicano. De un lado se situaron los partidarios del influyente senador Roscoe Conkling, quien había agrupado en torno a su liderazgo una vasta facción conocida como los Stalwarts. Conkling, probablemente la figura más poderosa en el GOP de aquellos años, libró una sorda lucha contra la otra mitad del partido, a la que llamaba despectivamente "Half-Breeds" por considerarlos una mezcla de republicanos y demócratas. El líder de esta otra facción era otro senador, James G. Blaine, de Maine. Debido a la hegemonía stalwart en el Congreso el presidente Hayes tuvo que apoyarse en los "mestizos" y en los demócratas para sacar adelante determinados nombramientos ejecutivos, lo que lo confirmaba como un "mestizo" cuasi demócrata a ojos de Conkling y los suyos. La victoria demócrata en las elecciones legislativas de mitad de mandato de 1878 supuso un revés para Conkling y sus intentos de boicotear la labor de gobierno de Hayes. Este, por su parte, respondió prescindiendo de un notable stalwart como Chester Arthur al frente de la Aduana de Nueva York, cargo muy disputado entonces.

#### La crisis de 1873 y los desórdenes públicos
La expansión del ferrocarril se había convertido en un próspero negocio y en un sector con una fuerte presencia sindical. En julio de 1877 se convocó una Gran Huelga que forzó al presidente Hayes a enviar tropas federales para reprimirla, dado el enorme éxito y seguimiento de la convocatoria. Esto hizo de Hayes el primer presidente que recurrió a la fuerza militar en un conflicto laboral desde Andrew Jackson. 

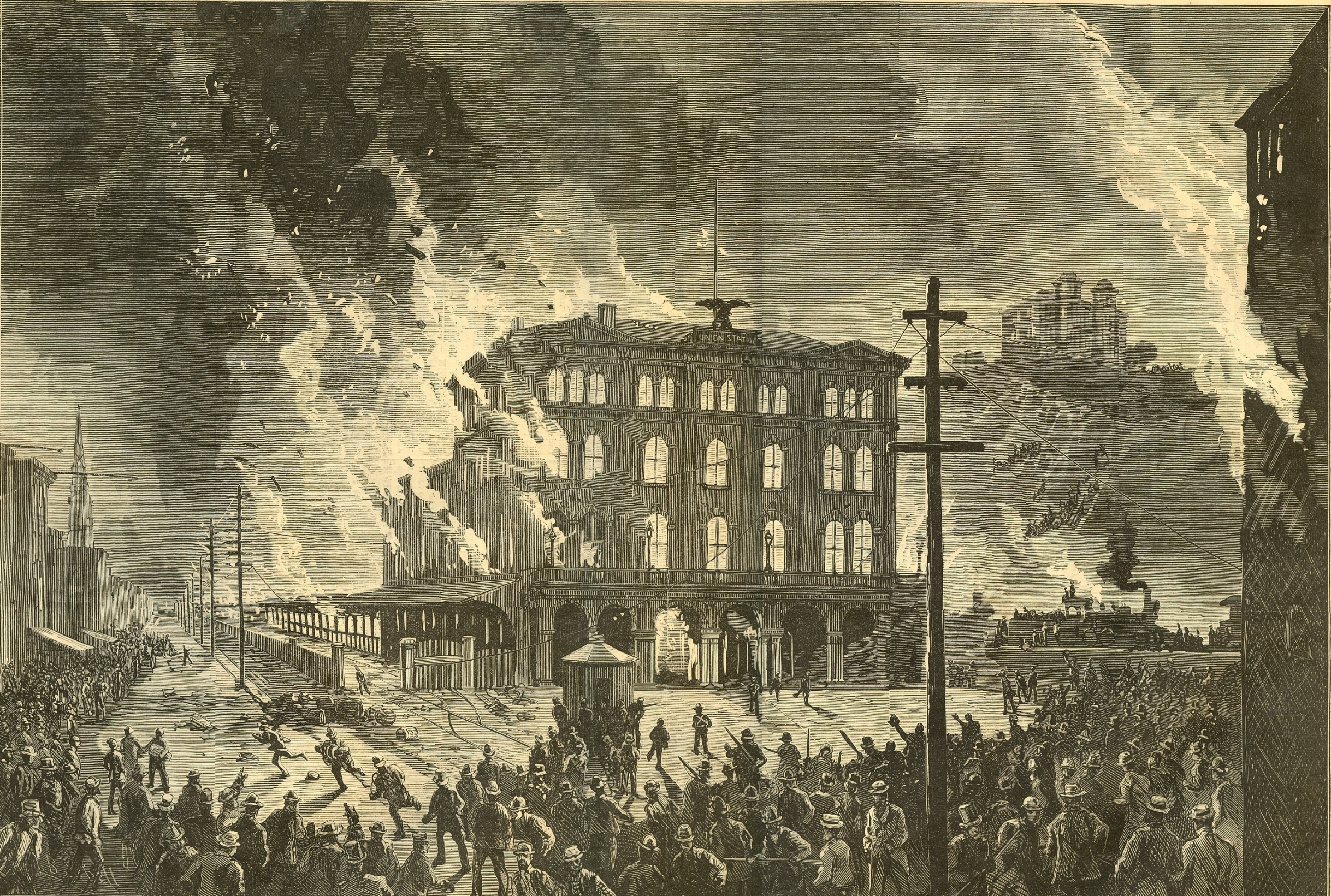
Incendio de Union Depot, en Pittsburgh, Pensilvania, los días 21 y 22 de julio de 1877, durante la Gran Huelga del ferrocarril.

También durante la presidencia de Hayes tuvieron lugar otros enfrentamientos laborales parecidos, como los protagonizados por los Molly Maguires, una banda violenta de mineros irlandeses que aplicaban su propia justicia a patronos industriales, propietarios mineros, etc. En el contexto de la crisis económica de 1873 fueron frecuentes los enfrentamientos violentos entre este tipo de bandas obreras por un lado, y los grupos parapoliciales contratados por los magnates de la industria y demás grandes propietarios del otro.
Paralelamente, en el oeste también se dieron graves enfrentamientos armados por la posesión de tierras en disputa. Ese fue el caso de la Guerra del condado de Lincoln de 1878.
Para tratar de paliar la crisis económica, el Congreso aprobó la Ley Bland-Allison, que obligaba al gobierno federal a comprar una determinada cantidad de plata, pero Hayes la vetó. La ley fue recuperada por un proyecto similar bajo la presidencia de otro republicano, Benjamin Harrison, pocos años después. Ambas leyes se enmarcan en los conflictos entre platistas y defensores del patrón oro anteriores a la adopción de este último en 1900 por el presidente McKinley.
También con vistas a mitigar el malestar obrero, Hayes revocó el Tratado de 1868 entre China y Estados Unidos para reemplazarlo por un nuevo convenio firmado en 1880 que restringía la inmigración procedente de ese país (en 1880 el 9% de la población de California eran trabajadores inmigrantes chinos). Dos años después el presidente Arthur aprobaría la Ley de Exclusión de chinos.

### Política exterior
En 1878, tras la guerra de la Triple Alianza, los gobiernos de Argentina y Paraguay solicitaron la intervención de Rutherford B. Hayes como árbitro para la resolución de la disputa territorial en el Chaco Boreal. Dicho conflicto, que involucraba a Argentina, el Imperio de Brasil y el Estado Oriental del Uruguay frente a Paraguay, culminó con el Tratado de Machaín-Irigoyen. A través de su laudo arbitral, emitido el 12 de noviembre de 1878, Hayes falló a favor de Paraguay, adjudicando a este país el territorio en disputa entre el río Verde y el Pilcomayo, incluyendo la localidad de Villa Occidental. Este fallo se fundamentó en la revisión exhaustiva de los documentos y evidencias presentados. Como resultado de su decisión, el territorio en cuestión fue denominado Departamento de Presidente Hayes, y la capital de dicho departamento, Villa Hayes, recibió el mismo nombre en reconocimiento a Rutherford.
En plena época de expansión del imperialismo colonial europeo por África y Asia (el denominado Nuevo Imperialismo), y convencido de la influencia exclusiva que, a su juicio, debían tener los Estados Unidos en Centroamérica y el Caribe, Hayes enunció en 1880 su famoso corolario a la Doctrina Monroe. Este corolario supondrá uno de los principales fundamentos legales en el que se basarían después otros presidentes estadounidenses para justificar intervenciones militares y políticas del país estadounidense en varios países de la región Caribe en las últimas décadas del siglo XIX y a lo largo del siglo XX.[cita requerida]